# Stefan Holm
Pour les articles homonymes, voir Holm.
Stefan Holm, né le 25 mai 1976 à Forshaga, est un ancien athlète suédois, pratiquant le saut en hauteur, champion olympique à Athènes en 2004 avec un saut à 2,36 m, et quatre fois champion du monde en salle.

## Carrière sportive
Holm commença par le football suivant les pas de son père gardien de but dans une équipe locale de 4e division puis décida de se lancer dans le saut en hauteur, entraîné par son père.
Son intérêt pour le saut en hauteur débuta à 8 ans lors d'une retransmission télévisuelle de la légende suédoise du saut en hauteur Patrik Sjöberg, actuel recordman d'Europe et ancien détenteur du record du monde de la discipline. Son plus grand rival est le Russe Yaroslav Rybakov. Il sortit souvent vainqueur de leurs duels comme lors des championnats européens et mondiaux en salle, Rybakov se classant très souvent juste derrière lui sur la seconde marche du podium.

Il fut quatre fois champion du monde en salle. Ses performances lors de ces compétitions sont les suivantes :
- 2,32 m en 2001 à Lisbonne devant Andriy Sokolovsky et son compatriote Staffan Strand, troisième
- 2,35 m en 2003 à Birmingham devant le Russe Yaroslav Rybakov
- 2,35 m en 2004 à Budapest devant Yaroslav Rybakov à nouveau
- 2,36 m en 2008 à Valence devant encore Yaroslav Rybakov

Il échouera néanmoins en 2006 à Moscou terminant 5e avec un saut à 2,30 m, devancé par Yaroslav Rybakov (2,37 m), Andrey Tereshin (2,35 m), son compatriote Linus Thörnblad (2,33 m) et le Cubain Víctor Moya (2,30 m).

Il fut deux fois champions d'Europe en salle avec : 
- 2,40 m en 2005 à Madrid où il bat le record des championnats devant Yaroslav Rybakov, second avec 2,38 m
- 2,34 m en 2007 à Birmingham devant Linus Thörnblad (2,32 m)

En 2002, avec un saut à 2,30 m, il arriva second des championnats d'Europe en salle de Vienne devant Rybakov (2,30 m également), mais derrière Staffan Strand (2,34 m).
Le 22 août 2004 à Athènes, Stefan Holm est sacré champion olympique en étant le seul à franchir 2,36m à sa première tentative. Il devance l'Américain Matt Hemingway et le Tchèque Jaroslav Bába, tous deux 2,34 m. 
Le 13 septembre 2008, il annonce sa retraite sportive après avoir échoué aux pieds des podiums des Championnats du monde d'Osaka et des Jeux olympiques de Pékin.
Holm continue des compétitions locales malgré avec arrêté sa carrière sportive. En 2016, il saute toujours à 2,03 m. Il entraine également Sofie Skoog, espoir du saut en hauteur suédois.

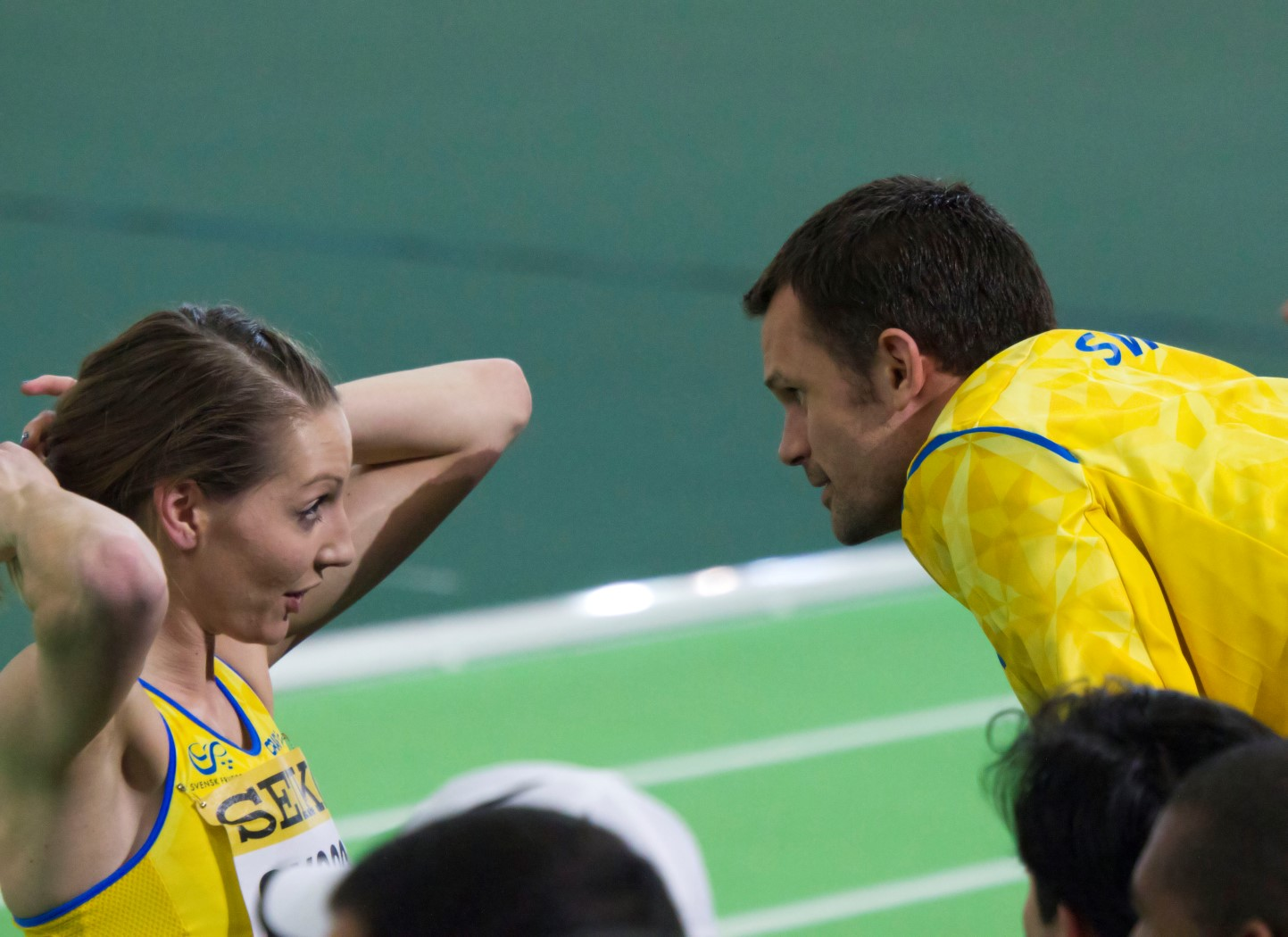
Holm coachant Skoog lors des mondiaux en salle 2016.

## Réalisations et technique
Holm est le premier de deux sauteurs à avoir franchi la barre des 2,40 m en salle depuis Javier Sotomayor et Patrik Sjöberg (l'autre étant Ivan Ukhov). Cela a été également réalisé en extérieur par Vyacheslav Voronin et Bohdan Bondarenko en 2013 avec 2,41 m. Holm est médaillé d'or des Jeux olympiques de 2004 d'Athènes. Il finira en revanche 4e des Jeux olympiques de 2008 de Pékin avec un saut à 2,32 m. Stefan Holm est quatre fois médaillé d'or des Championnats du monde d'athlétisme en salle. Il connut toutefois moins de succès dans les compétitions en plein air, européennes comme internationales.
 Il partage le record du monde officieux de la plus importante hauteur sautée au-dessus de sa propre taille (59 cm) avec l'Américain Franklin Jacobs.
Stefan Holm occupe une place particulière dans le monde fermé des grands sauteurs en hauteur. En effet, sa relative petite taille comparée aux autres champions de la discipline fait de lui un sauteur atypique et indiscutablement brillant. Ses performances sont dues à un travail important, rigoureux, méticuleux et régulier à l'entraînement pour compenser son désavantage initial. Il possède des muscles du talon particulièrement résistants et développés pour transformer sa vitesse de course vers un élan vertical et absorber ainsi une forte pression et la transformer en propulsion comme le ferait un ressort.

## Vie privée
Holm s'est marié à Anna en 2005 et a un fils de cette union, Melwin, né en 2004.

## Palmarès
| Date | Compétition                    | Lieu       | Résultat | Marque |
| ---- | ------------------------------ | ---------- | -------- | ------ |
| 1994 | Championnats du monde juniors  | Lisbonne   | 7e       | 2,10 m |
| 1997 | Championnats du monde en salle | Paris      | 8e       | 2,25 m |
| 1999 | Championnats du monde en salle | Maebashi   | 6e       | 2,25 m |
| 1999 | Championnats du monde          | Séville    | 10e      | 2,25 m |
| 2000 | Jeux olympiques                | Sydney     | 4e       | 2,32 m |
| 2001 | Championnats du monde en salle | Lisbonne   | 1er      | 2,32 m |
| 2001 | Championnats du monde          | Edmonton   | 4e       | 2,30 m |
| 2002 | Championnats d'Europe en salle | Vienne     | 2e       | 2,30 m |
| 2002 | Championnats d'Europe          | Munich     | 2e       | 2,29 m |
| 2003 | Championnats du monde en salle | Birmingham | 1er      | 2,35 m |
| 2003 | Championnats du monde          | Paris      | 2e       | 2,32 m |
| 2003 | Finale mondiale                | Monaco     | 2e       |        |
| 2004 | Championnats du monde en salle | Budapest   | 1re      | 2,35 m |
| 2004 | Jeux olympiques                | Athènes    | 1er      | 2,36 m |
| 2004 | Finale mondiale                | Monaco     | 1er      |        |
| 2005 | Championnats d'Europe en salle | Madrid     | 1er      | 2,40 m |
| 2005 | Championnats du monde          | Helsinki   | 7e       | 2,29 m |
| 2005 | Finale mondiale                | Monaco     | 3e       |        |
| 2006 | Championnats du monde en salle | Moscou     | 5e       | 2,30 m |
| 2006 | Championnats d'Europe          | Göteborg   | 3e       | 2,34 m |
| 2006 | Finale mondiale                | Stuttgart  | 3e       |        |
| 2007 | Championnats d'Europe en salle | Birmingham | 1er      | 2,34 m |
| 2007 | Championnats du monde          | Osaka      | 4e       | 2,33 m |
| 2007 | Finale mondiale                | Stuttgart  | 2e       | 2,33 m |
| 2008 | Championnats du monde en salle | Valence    | 1er      | 2,36 m |
| 2008 | Jeux olympiques                | Pékin      | 4e       | 2,32 m |
| 2008 | Finale mondiale                | Stuttgart  | 2e       | 2,33 m |

## Records personnels
| Épreuve         | Épreuve      | Performance | Lieu    | Date            |
| --------------- | ------------ | ----------- | ------- | --------------- |
| Saut en hauteur | En plein air | 2,37 m      | Athènes | 13 juillet 2008 |
| Saut en hauteur | En salle     | 2,40 m      | Madrid  | 6 mars 2005     |